# Taiki Watanabe
Taiki Watanabe (født 22. april 1999) er en japansk fodboldspiller, som spiller for den japanske fodboldklub Albirex Niigata.